# アハメド・ファティ
アハメド・ファティ（アラビア語: أحمد فتحي アハマド・ファトヒ、Ahmed Fathi Abdelmonem Ahmed Ibrahim、1984年11月10日 - ）は、エジプト・カリュービーヤ県バンハー出身の元プロサッカー選手。元エジプト代表。現役時代のポジションは、ミッドフィールダー。
日本語の報道では、ファトヒと表記されることがある。

## 経歴

### ハル・シティ
2013年1月、フットボールリーグ・チャンピオンシップのハル・シティAFCは、ファトヒおよびチームメイトのゲドをレンタルで獲得する意向を明らかにした。1月31日、ハル・シティはファトヒとゲドを6ヶ月間のレンタルで獲得したと発表した。レンタル料はそれぞれ50万ポンド。2月16日のチャールトン・アスレティックFC戦で、セカンドハーフにポール・マクシェインと交代し加入後初出場。

### アル・アハリ
2015年にアル・アハリに復帰。エジプト・カップ2016-17決勝では決勝点となるゴールを決めている。

### 代表
2001年、モフセン・サーレハ代表監督はアル・イスマイリーSCのトップチームデビュー前にもかかわらずファトヒを招集、南アフリカとの試合で初キャップを記録。この時わずか17歳で、同国代表の最年少記録を更新した。アフリカユース選手権2003ではエジプト代表の一員として優勝に貢献、2003 FIFAワールドユース選手権にも参加した。
アフリカネイションズカップ2010では大会ベスト11とフェアプレー賞を受賞した。

## 代表歴

### 出場大会
- エジプト代表
  - 2018 FIFAワールドカップ

### 試合数
- 国際Aマッチ 136試合 3得点（2002年-2021年）[8]

| エジプト代表 | 国際Aマッチ | 国際Aマッチ |
| 年           | 出場        | 得点        |
| ------------ | ----------- | ----------- |
| 2002         | 1           | 0           |
| 2003         | 3           | 0           |
| 2004         | 10          | 0           |
| 2005         | 12          | 0           |
| 2006         | 9           | 0           |
| 2007         | 3           | 1           |
| 2008         | 10          | 1           |
| 2009         | 15          | 0           |
| 2010         | 12          | 1           |
| 2011         | 8           | 0           |
| 2012         | 6           | 0           |
| 2013         | 11          | 0           |
| 2014         | 9           | 0           |
| 2015         | 1           | 0           |
| 2016         | 4           | 0           |
| 2017         | 11          | 0           |
| 2018         | 6           | 0           |
| 2019         | 3           | 0           |
| 2020         | 0           | 0           |
| 2021         | 2           | 0           |
| 通算         | 136         | 3           |

## タイトル

### 代表
- アフリカユース選手権: 2003
- アフリカネイションズカップ: 2006, 2008, 2010
- パンアラブ競技大会: 2007

### 個人
- アフリカネイションズカップ2010ベスト11
- アフリカネイションズカップ2010フェアプレー賞